# 南河增八
南河增八，即HD 66141，又名BD+02°1854、SAO 116260、HR 3145、50 G. Canis Minoris，是一颗小犬座的恒星，视星等为4.39，位于銀經219.07，銀緯16.8，其B1900.0坐标为赤經7h 57m 3.7s，赤緯+2° 16.8′ 34″。是橙色的K型，距離地球約254光年。
當該恆星首次被列入星表時是列入船尾座，在佛蘭斯蒂德命名法中稱為「船尾座13」（13 Puppis），但之後被劃入小犬座。约翰·波得以拜耳命名法給予該恆星編號小犬座λ。
2003到2012年間有一個星斑讓南河增八的光度週期性下降。

## 行星系統
自2003年12月到2012年1月，一組韓國天文學家使用普賢山天文台以光纖傳輸資料的普賢山天文台階梯光柵攝譜儀（Bohyunsan Observatory Echelle Spectrograph，BOES）對南河增八進行高解析度的光譜觀測。
2012年該團隊宣布以徑向速度法在南河增八旁發現一顆長週期的太陽系外行星，並且相關論文發表於同年11月。
| 成員 (依恆星距離) | 质量           | 半長軸 (AU) | 轨道周期 (天) | 離心率      | 傾角 | 半径 |
| ----------------- | -------------- | ----------- | ------------- | ----------- | ---- | ---- |
| b                 | >6 ± 0.3 MJ MJ | 1.2 ± 0.1   | 480.5 ± 0.5   | 0.07 ± 0.03 | —    | —    |